# 만하임 중앙역
만하임 중앙역(독일어: Mannheim Main Station)은 독일 바덴-뷔르템베르크주 만하임에 있는 기차역이다. 이 역은 슈투트가르트 중앙역에 이어 남서 독일에서 두 번째로 큰 교통 허브이며, 238개의 장거리 열차를 포함하여 하루에 658개의 열차가 있다. 라인-네카르 S-반의 주요 역이기도 하다. 매일 100,000명의 승객이 역에서 기차를 타거나 내리거나 환승한다. 역은 2001년에 현대화되었다. 도이치반이 설정한 카테고리 2역으로 분류된다.

## 개요
역은 만하임 중심부의 남쪽 가장자리에 있다. 2001년 11월에 역은 현대적인 쇼핑과 서비스 센터로 전면 재개발되었다.
여행자는 에스컬레이터와 입구 홀 날개에 있는 리프트를 통해 플랫폼에 도달하며, 트랙 아래에서 북쪽과 남쪽 지하철로 연결된다. 플랫폼으로 가는 경로는 장애인이 접근할 수 있도록 업그레이드되었다. 시각 장애인을 위한 엘리베이터, 에스컬레이터와 방향 시스템은 모든 여행자가 도움없이 열차에 도달할 수 있도록 한다. 승강기는 북부 지하철에 있고 에스컬레이터는 남부 지하철에 있다.
일등석 승객과 자주 여행하는 승객을 위한 도이치반 라운지가 있다.
1897년부터 역은 1번 플랫폼에 반호프 미션("역미션", 일부 주요 독일 기차역에서 설립된 자선단체로 주로 자원봉사자로 구성됨)을 운영하고 있으며, 이는 무엇보다도 거동이 불편한 관광객을 돕는다.
역 앞마당에는 라인-네카르 교통(라인-네카르 지역의 대중교통 사업자), 라인하르트반(RHB, 서쪽으로 달리는 도시 간), 오버하이니쉬 아이젠반(OEG, 동쪽과 북동쪽으로 달리는 도시 간) 및 라인-네카르 버스교통(만하임 중심의 넓은 지역에서 운영되는 도이치반의 자회사)의 버스 노선이 있다. 1번 승강장 남단에 인접한 중앙 버스 정류장에는 장거리 버스와 공항 셔틀 서비스와 정기 버스가 운행된다.
입구 건물은 만하임 궁전에서 남동쪽으로 라인강둑에 있는 건물 라인을 이어간다. 중심축은 남동쪽 도심 순환 도로인 카이저링을 향하고 있다.

## 역사
1840년에 개통한 하이델베르크의 바디셰 중앙역(바덴 간선)의 원래 역은 현재 역 북쪽에 있는 현재 타터잘(Tattersall) 트램 정류장의 터미널 역이었다. 그러나 라인강을 건너 루트비히스하펜으로 가는 다리 (지금의 콘라트 아데나워 다리)에 대한 계획으로 인해 곧 역을 이전해야 했다.
일부가 아직 남아 있는 역 건물은 1871년에서 1876년 사이에 지어졌다. 1900년경부터 역 확장 또는 이전이 고려되었다. 1915년에 기존 역을 확장하기로 결정했다. 1927년에는 역 앞을 헐고 거리에서 10m 더 가깝게 재건하여 역 면적을 두 배로 늘렸다. 이 구조 조정 과정에서 외관을 원래 형태로 복원해야 하는지에 대한 논쟁이 있었다. 결국 단순화된 형태로 재탄생되었다. 제2차 세계 대전 중 상당한 파괴와 뒤이은 정면 재건으로 인해 장식 요소없이 다시 단순화되고 재건되었지만, 이전 형태를 연상케 한다.
1939년 여름 시간표에서 역은 하루에 94대의 일반 장거리 열차가 도착과 출발하는 것으로 표시된다. 도이치 라이스반은 이를 네트워크에서 14번째로 혼잡한 노드로 선정했다.
1977년과 1982년 사이에 새로운 릴레이 연동 시스템(클래스 SpDrS60)이 설치되어 스테이션의 동쪽 끝에 있는 전자 기계식 인터로킹과 스테이션의 나머지 부분에 있는 3개의 푸시버튼 인터로킹을 대체했다. 1980년대 중반에 새로운 신호 상자는 721개의 기기(250개의 지점 및 탈선 세트와 66개의 주요 신호 포함)로 74km의 라인을 제어했다.
1985년 6월 2일, 만하임으로 가는 리트 철도가 개통되었다. 이것은 프랑크푸르트에서 만하임을 거쳐 슈투트가르트까지, 카를스루에까지 운행하는 기차가 만하임 중앙역에서 후진할 필요가 없도록 했다.
1989년 여름 시간표에 만하임 중앙역에서 매일 총 269편의 정기 장거리 열차가 도착 및 출발하는 이 열차는 독일 분데스반 네트워크에서 10번째로 중요한 노드였다. 1996년 여름 시간표에서 매일 308개의 이러한 도착 및 출발이 있는 도이치반 네트워크에서 6번째로 중요한 노드가 되었다.
1995년에는 역 앞마당 아래에 주차장이 건설되었고, 1999년과 2001년 사이에 역 건물이 전면적으로 개보수 및 재설계되었다. 승강장 쪽 건물은 확장되어 대칭이 복원되었으며, 입구 홀은 유리돔이 되었다. 전통과 모더니즘의 조화는 성공적인 것으로 간주된다.
2004년 시간표에 332개의 도착과 출발이 있는 역은 도이치반 네트워크에서 다섯 번째로 중요한 노드가 되었다.
2007년 7월 18일에 새로운 중앙 버스 정류장이 공식적으로 역 근처에 개통되었다. 만하임 주차서비스 유한회사에 따르면 버스 정류장에서 운행하는 장거리 버스가 사용하는 9개의 주차 공간에는 현재 30개 이상의 버스 노선이 있다.

## 운행
DB는 2009년 기준 장거리 열차 238편, 지방열차 265편, S반 155편을 매일 운행하고 있다.

### 장거리 차량
편리한 위치로 인해 많은 장거리 노선이 만하임에서 연결되며, 여러 노선에서 60분 간격으로 서비스를 생성하는 겹치는 노선이 있다. 다양한 고속 노선이 독일의 주요 도시와 인근 국가를 단 몇 시간 거리로 이동하여 항공 여행의 대안을 제공한다.

### 라인-네카르 S-반
라인-네카 S-반은 라인-네카 지역 교통의 중추이다. 2003년 12월, 290km의 S-반 네트워크가 가동되었다. S-반 네트워크의 추가 확장은 2008년에 합의되었지만, 몇 번의 지연 끝에 2020년에 새로운 노선이 개통될 예정이다.